# Pyrausta signatalis
Pyrausta signatalis là một loài bướm đêm trong họ Crambidae.